# East Gull Lake
La ville d’East Gull Lake est située dans le comté de Cass, dans l’État du Minnesota, aux États-Unis. Sa population s’élevait à 1 004 habitants lors du recensement de 2010, estimée à 1 022 habitants en 2017.